# Émile Le Bigaut
Émile Le Bigaut, né le 16 octobre 1933 à Cléguérec (Morbihan) et mort le 27 février 2002 à Rennes (Ille-et-Vilaine), est un coureur cycliste français.

## Biographie
Émile Le Bigaut commence le cyclisme dans un club de Lignol. Il évolue ensuite au VC Pontivy entre 1951 et 1960. Durant cette période, il s'impose sur divers critériums et devient champion de Bretagne du contre-la-montre par équipes en 1953. Il est également champion régional en 1958 et vice-champion de France en 1959 dans la catégorie indépendant,. 
Fort de ses résultats, il passe professionnel en 1960 chez Mercier-BP-Hutchinson,. Sous son nouveau statut, il continue de briller dans des courses régionales. Il termine par ailleurs deuxième du Grand Prix de Plouay en 1961. Il continue la compétition jusqu'en 1963, avant de mettre un terme à sa carrière. 
Son fils Pierre a lui aussi été coureur cycliste, et son petit-fils Antoine est membre de l'équipe de France des sourds dans le football. 

## Palmarès
- 1953
  -  Champion de Bretagne du contre-la-montre par équipes
- 1957
  - 3e de Poitiers-Saumur-Poitiers
- 1958
  -  Champion de Bretagne sur route indépendants
  - 1re étape du Tour de Bretagne indépendants
- 1959
  - 2e du championnat de France sur route indépendants
- 1960
  - 3e de l'Étoile du Léon
- 1961
  - 2e du Grand Prix de Plouay